# Treska obecná
Treska obecná (Gadus morhua Linnaeus, 1758) je mořská ryba z čeledi treskovitých, která může dorůstat velikosti až 2 m a hmotnosti 90 kg. Jde o silnou a mohutnou rybu, která žije v hejnech v oblastech nad pevninským šelfem, kde v hloubce mezi 30 až 80 metry vyhledává svoji kořist v podobě malých ryb (např. sledi) žijících ve velkých hejnech. V ideálním stavu se může treska obecná dožít až 60 let, ale moderní intenzivní rybolov má za následek, že tresky jsou uloveny mnohem dříve než dosáhnou tohoto věku či maximální možné hmotnosti. V současnosti jsou loveny tresky o hmotnosti okolo 11 kg a jedinci nad 15 kg jsou vzácní.
Obývá chladné vody mírného pásma v severních oblastech Atlantského oceánu, v oblastech se silným rybolovem, který v některých místech silně zdecimoval její přirozenou populaci. Jedná se o hospodářsky nejvýznamnější mořskou rybu, která je hojně lovena.

## Rozšíření

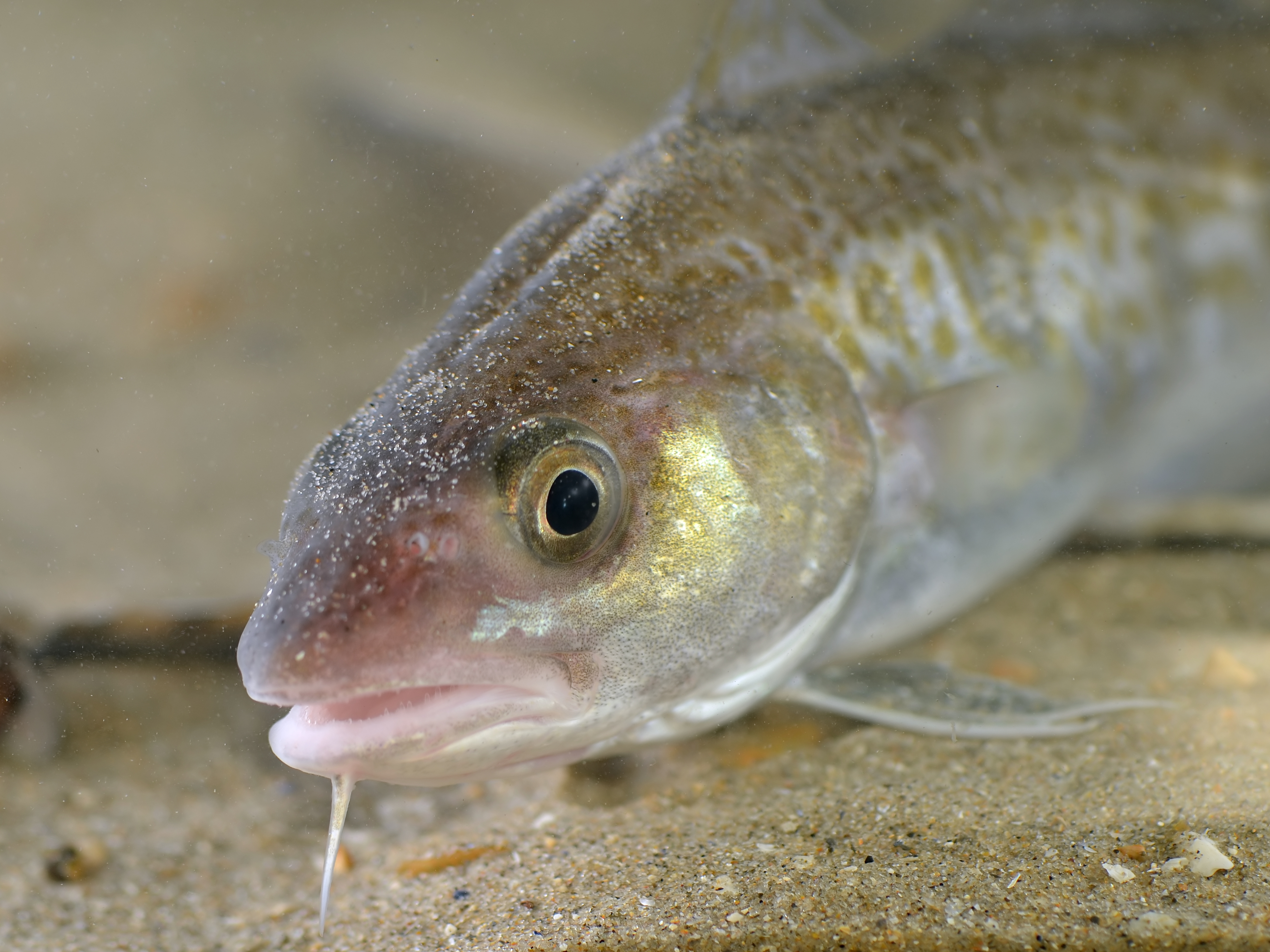
Mladá treska

Treska obecná obývá chladnější vody severního Atlantského oceánu. Vyskytuje se tak na východním pobřeží USA a Kanady, okolo Grónska, Islandu, Velké Británie, Španělska, Portugalska, Francie, Dánska, Norska, Finska a části evropského Ruska. Vyskytuje se i v Baltském moři, kam proniká z Atlantského oceánu.
Hlavní populace tresky obecné se nacházejí v několika oblastech, těmito oblastmi jsou: Severní moře, severovýchodní Atlantský oceán, Labradorské moře a u Grand Banks. Obývá vody do hloubky přibližně 600 metrů pod mořskou hladinou, ale nejčastěji se vyskytuje v rozmezí 150 až 200 m pod hladinou. Preferuje teploty vody mezi 2–15 °C. Vyskytuje se od pobřežních vod po oblasti kontinentálního šelfu.

## Popis

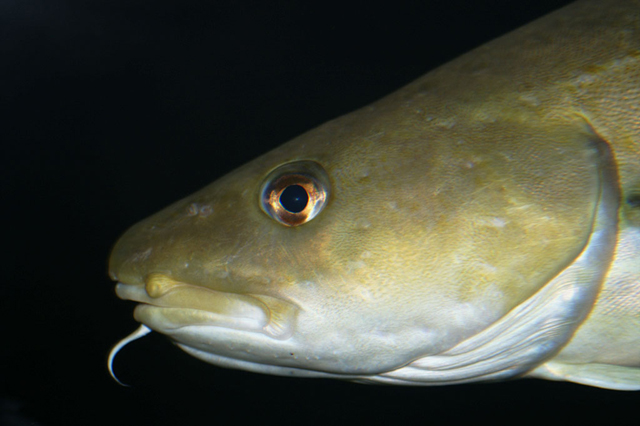
Vousek na spodní čelistí, který je typickým znakem treskovitých ryb

Velikost tresky se liší jak podle věku, tak i podle místa jejího výskytu. Obecně platí, že je treska menší v závislosti na rostoucí severní zeměpisné šířce. V oblasti Atlantského oceánu dorůstá treska okolo 2 m a maximální hmotnosti 90 kg (jiný zdroj uvádí až 96 kg), v oblasti Severního moře se vyskytují jedinci, kteří dorůstají délky okolo 80 cm.
Treska má mohutnou hlavu s předsunutou horní čelistí. Na spodní čelisti se nachází dlouhý vousek, který vyčnívá, čelist je vybavena drobnými zuby. Na těle jsou rozmístěny tři hřbetní ploutve a dvě řitní ploutve zaobleného tvaru. Na konci těla se nachází ocasní ploutev, která se na konci rozšiřuje.
Tělo je pokryto malými podlouhlými šupinami. Barva těla je různá a mění se s věkem. V mládí jsou ryby načervenalé či skvrnitě hnědé s dobře viditelnou bílou postranní čárou.

### Chování
Samci za pohybu vydávají zvuky, které zní jako chrochtání, aby někdy přilákali samičky. Jsou to klidné ryby, takže se mohou nacházet i v akváriích.

## Potrava
Treska obecná se na začátku života živí planktonem, ale později se z ní stává dravá ryba, která pojídá mnohoštětinatce, korýše, měkkýše a menší druhy ryb.

## Rozmnožování

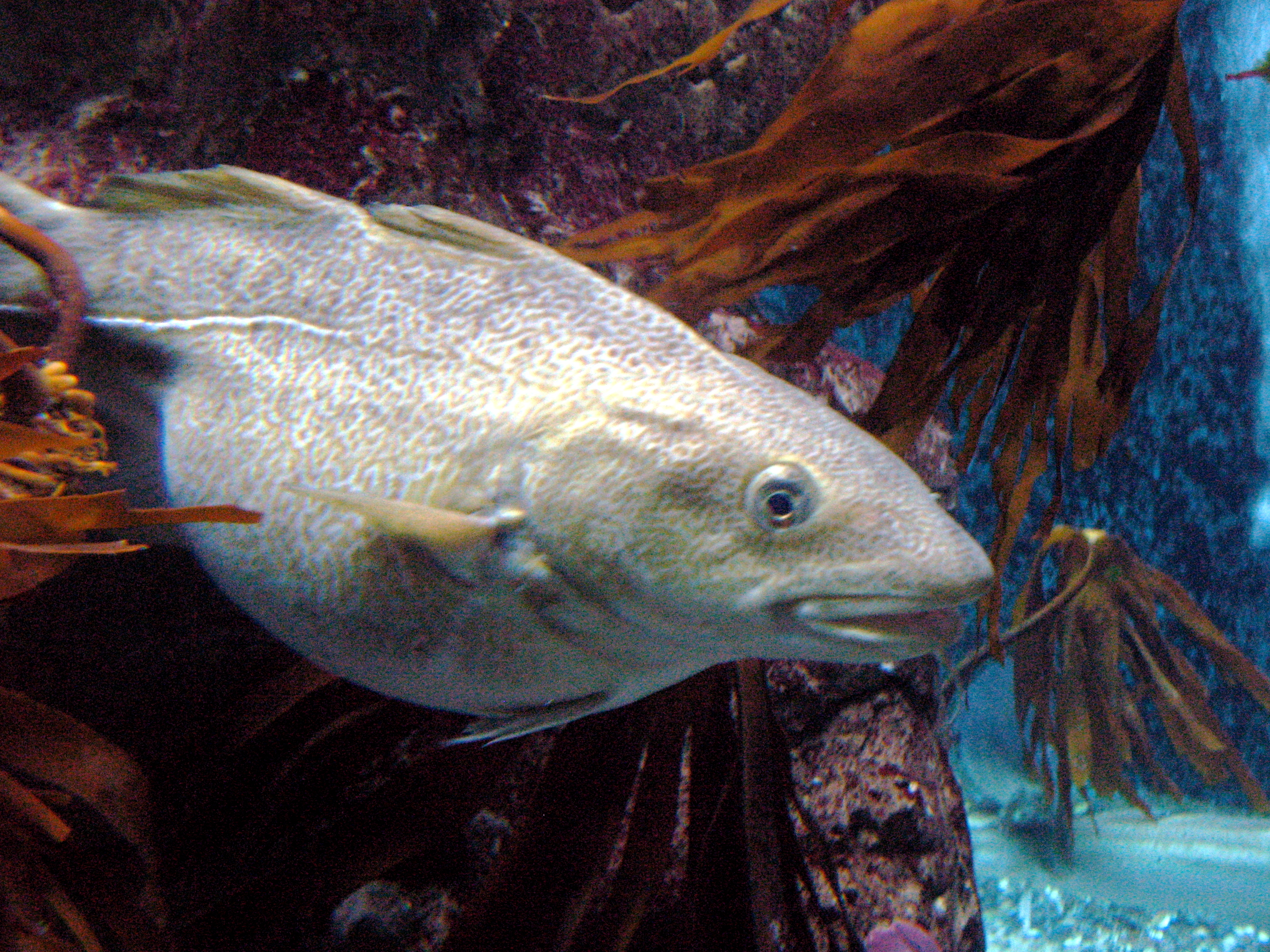
Treska v akváriu

Tření tresky probíhá v jarních měsících od února do dubna, kdy se teplota vody pohybuje pouze mezi 4 až 6 °C v hloubce 100 až 200 m. Jedinci táhnou do míst tření až tisíce kilometrů, kde následně samice vypustí několik miliónů jiker (mezi 0,5 až 9,5 milióny kusů), které mají velikost okolo 1,5 mm. Z oplodněných vajíček se za 2 až 4 týdny vylíhnou mladé rybky žijící u dna. Pohlavní dospělosti treska dorůstá již během 2 až 4 roku života, v oblasti Barentsova a Islandského moře ale až za 5 až 7 let.
Tresky žijí v několika vzájemně oddělených populacích, které se rozmnožují v určitých oblastech oceánu v hloubkách okolo 200 metrů.

## Hospodářský význam
Treska obecná je důležitou rybou v moderním rybolovu, která je velice hojně lovena na obou stranách Atlantského oceánu. Dříve se předpokládalo, že její hejna jsou nevyčerpatelná, ale v průběhu let její populace rapidně prořídla. V současnosti probíhají snahy o stabilizaci populací a o trvale udržitelný rybolov. Převážně oblasti okolo Ameriky jsou ale i nadále nadměrně loveny, což má nepříznivý vliv na obnovu populace. Trvalý tlak v oblasti amerického pobřeží se projevil na věku a velikosti ulovených tresek. Panují obavy, že tato skutečnost by mohla negativně ovlivnit budoucí populace a schopnost regenerace početních stavů. V oblasti Severního moře se již dokonce hovoří o tom, že je zde treska na hranici vyhynutí.
Její bílé maso je připravováno na mnoho způsobů a patří mezi oblíbené a oceňované jako chutné. Distribuuje se čerstvá, mražená, uzená, jako filé či je z jejich jater vyráběn rybí olej. Další části těla jako kůže či vzduchový měchýř jsou používány na výrobu klihu.

## Průměrný obsah látek a minerálů
Tabulka udává dlouhodobě průměrný obsah živin, prvků, vitamínů a dalších nutričních parametrů zjištěných v mase tresky.
| Složka          | Jednotka | Průměrný obsah | Prvek (mg/100 g) | Průměrný obsah | Složka (mg/100 g) | Průměrný obsah |
| --------------- | -------- | -------------- | ---------------- | -------------- | ----------------- | -------------- |
| voda            | g/100 g  | 80,8           | Na               | 60             | vitamin C         | stopy          |
| bílkoviny       | g/100 g  | 18,3           | K                | 340            | vitamin D         | stopy          |
| tuky            | g/100 g  | 0,7            | Ca               | 6              | vitamin E         | 0,44           |
| cukry           | g/100 g  | 0              | Mg               | 22             | vitamin B6        | 0,18           |
| celkový dusík   | g/100 g  | 2,93           | P                | 180            | vitamin B12       | 0,001          |
| vláknina        | g/100 g  | 0              | Fe               | 0,1            | karoten           | stopy          |
| mastné kyseliny | g/100 g  | 0,5            | Cu               | 0,02           | thiamin           | 0,04           |
| cholesterol     | mg/100 g | 46             | Zn               | 0,4            | riboflavin        | 0,05           |
| Se              | mg/100 g | 0,028          | I                | 0,11           | niacin            | 2,4            |
| energie         | kJ/100 g | 337            | Mn               | 0,01           | Cl                | 76             |